# Peace! (SMAPの曲)
「Peace!」（ピース）は、SMAPの26枚目のシングル。1997年9月26日にビクターエンタテインメントから発売された。裏ジャケットにメンバー5人が写っている。

## 概要
「Peace!」はフジテレビ系『SMAP×SMAP』のテーマソング。ソロパートは存在せず、Aメロを中居、草彅、香取、Bメロを木村、稲垣が歌っている。
「Peace!」は1998年6月18日発売の『SMAP 012 VIVA AMIGOS!』（アルバム・バージョン）、2001年3月23日発売の『Smap Vest』に収録されている。
カップリングの「ストレス」はアルバム未収録。
シングル・バージョンはドラムスに神保彰をフィーチャーしている。
アルバム・バージョンはオケをOmar Hakim（ドラムス）、Will Lee（ベース）、Mike Campbell（ギター）、Philippe Saisse（キーボード）、Tommy Mandel（ハモンドオルガン）、East 4th Horns（ブラス）ら海外ミュージシャンを起用して全面リニューアル。ボーカルも録り直しされている。

## 収録曲
1. Peace!
作詞:飯塚麻純 / 作曲:Face 2 fAKE / 編曲:長岡成貢
  - フジテレビ系「SMAP×SMAP」テーマソング
2. ストレス
作詞:相田毅 / 作曲:谷本新 / 編曲:船山基紀
3. Peace!（music track）
4. ストレス（music track）

## 予約特典
SMAPオリジナルフォト。

## 収録アルバム
- SMAP 012 VIVA AMIGOS!（#1）
  - アルバム・バージョンを収録。
- Smap Vest（#1）